# Andrés Saborit Colomer
Andrés Saborit Colomer (Alcalá de Henares, 1889 - València, 26 de gener de 1980) va ser un tipògraf, periodista i polític socialista espanyol.

## Biografia

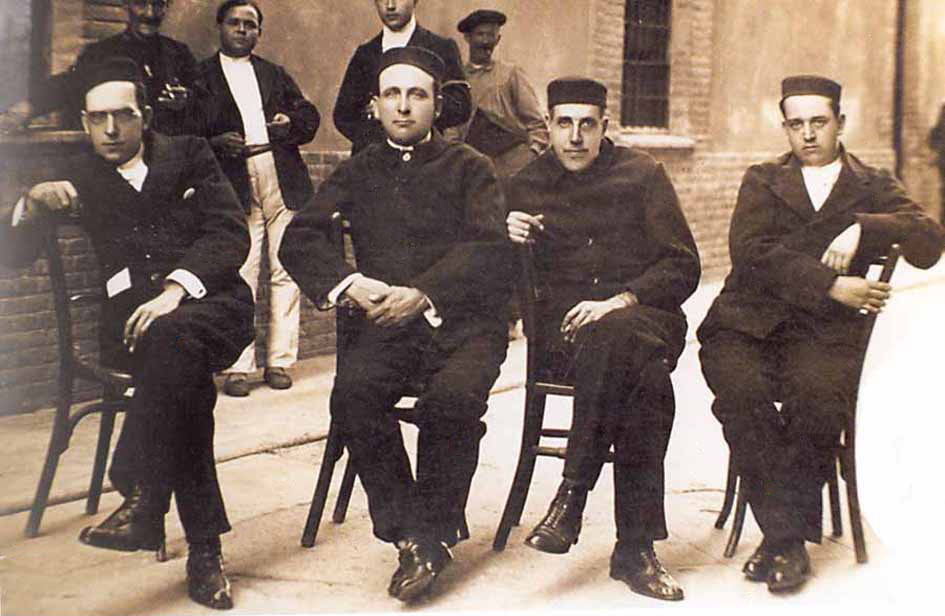
Daniel Anguiano, Francisco Largo Caballero, Julián Besteiro y Andrés Saborit en el Penal de Cartagena (1917).

Obrer d'una impremta des de nen, va adquirir la seva formació elemental en classes nocturnes. Membre des de molt jove de l'Associació General de l'Art d'Imprimir, sindicat socialista fundat per Pablo Iglesias, va col·laborar amb aquest quan va ser escollit Regidor de l'Ajuntament de Madrid i es va afiliar al PSOE el 1904.
Posteriorment va ser col·laborador de Julián Besteiro. El 1906, al costat de Tomás Meabe, va treballar per l'extensió territorial de les Joventuts Socialistes d'Espanya i el 1912 va ser-ne president. El 1914 ja tenia dues condemnes per les seves postures antimilitaristes. El 1917 va participar en la vaga general i va ser condemnat a cadena perpètua en el penal de Cartagena, al costat de Besteiro, Francisco Largo Caballero i Daniel Anguiano, d'on va sortir el 1918 gràcies a l'acta de diputat per Astúries, a més de ser escollit regidor per Madrid, càrrec al qual va tenir especial dedicació.
El 1921 fou un dels dirigents socialistes que s'oposaren a l'ingrés a la Internacional Comunista. Va ser qui, amb visques a l'exèrcit, va proclamar la II República des de la balconada de l'Ajuntament de Madrid el 14 d'abril de 1931. La seva obstinació li va permetre exercir com a periodista, i fundà les revistes Renovación, Vida Socialista, Democracia (òrgan dels besteiristes dintre del PSOE) i Tiempos Nuevos. Va ser director d'El Socialista de 1925 a 1930 i, ja en l'exili, de 1948 a 1950.
Durant la II República, va ser secretari general del PSOE i vicepresident de la UGT. Després de la revolució de 1934, es va unir amb Julián Besteiro al rebuig de la radicalització socialista. Durant la guerra civil va ser Director General de Duanes i President del Banc de Crèdit Oficial. En finalitzar la guerra marxà a França. Afligit per problemes de salut, abandonà els seus càrrecs orgànics el 1950 i marxà a Ginebra (Suïssa), on escriuria bona part de la seva obra. No obstant això, encara presidirà el Congrés del PSOE, a Tolosa, el 1970. Va tornar a Espanya de l'exili el 1977.

## Obres
- Asturias y sus gentes, 1964.
- Julian Besteiro, 1967.
- El pensamiento político de Julian Besteiro.
- La huelga de agosto de 1917, 1967.
- Biografía de Pablo Iglesias (inèdit)